# Typomys
Typomys – rodzaj ssaków z podrodziny myszy (Murinae) w obrębie rodziny myszowatych (Muridae).

## Rozmieszczenie geograficzne
Rodzaj obejmuje gatunki występujące w zachodniej Afryce.

## Morfologia
Długość ciała (bez ogona) 105–130 mm, długość ogona 85–110 mm, długość ucha 15–32 mm, długość tylnej stopy 27–34 mm; masa ciała 29–63 g.

## Systematyka
Rodzaj zdefiniował w 1911 roku angielski zoolog Oldfield Thomas w artykule zatytułowanym O nowych afrykańskich Muridae, opublikowanym w czasopiśmie „The Annals and magazine of natural history”. Gatunkiem typowym jest (oryginalne oznaczenie) górolasek trójpaskowy (T. trivirgatus). 

### Etymologia
Typomys: gr. τυπος typos ‘rodzaj, typ’; μυς mus, μυος muos ‘mysz’.

### Podział systematyczny
Takson tradycyjnie traktowany jako podrodzaj w obrębie Hybomys jednak badania oparte na danych molekularnych wykazały, że jest to odrębny rodzaj. Do rodzaju należą następujące gatunki:
| Grafika | Gatunek             | Autor i rok opisu   | Nazwa zwyczajowa      | Podgatunki         | Rozmieszczenie geograficzne | Podstawowe wymiary                       | Status IUCN |
| ------- | ------------------- | ------------------- | --------------------- | ------------------ | --- | ---------------------------------------- | ----------- |
|         | Typomys planifrons  | (G.S. Miller, 1900) | górolasek liberyjski  | gatunek monotypowy | górne, gwinejskie lasy w Afryce Zachodniej (Gwinea, Senegal, Liberia, południowo-zachodnie Wybrzeże Kości Słoniowej, na zachód od rzeki Sassandra); zakres wysokości: 100–1000 m n.p.m.                                                                    | DC: 12–13 cm DO: 9,1–10,4 cm MC: 46–60 g | LC          |
|         | Typomys trivirgatus | (Temminck, 1853)    | górolasek trójpaskowy | gatunek monotypowy | szeroko rozpowszechniony w Afryce Zachodniej, od wschodniego Senegalu, na wschód do południowo-zachodniej Nigerii (na zachód od rzeki Niger), nieobecny na przełęczy Dahomey (południowo-wschodnia Ghana, Togo i Benin); zakres wysokości: 0–1200 m n.p.m. | DC: 10,5–13 cm DO: 8,5–11 cm MC: 29–63 g | LC          |

Kategorie IUCN:  LC  – gatunek najmniejszej troski.